# Elatostema microdontum
Elatostema microdontum är en nässelväxtart som beskrevs av Wen Tsai Wang. Elatostema microdontum ingår i släktet Elatostema och familjen nässelväxter. Inga underarter finns listade i Catalogue of Life.